# Asselheim
Asselheim is een plaats in de Duitse gemeente Grünstadt, deelstaat Rijnland-Palts, en telt 1285 inwoners (2005).

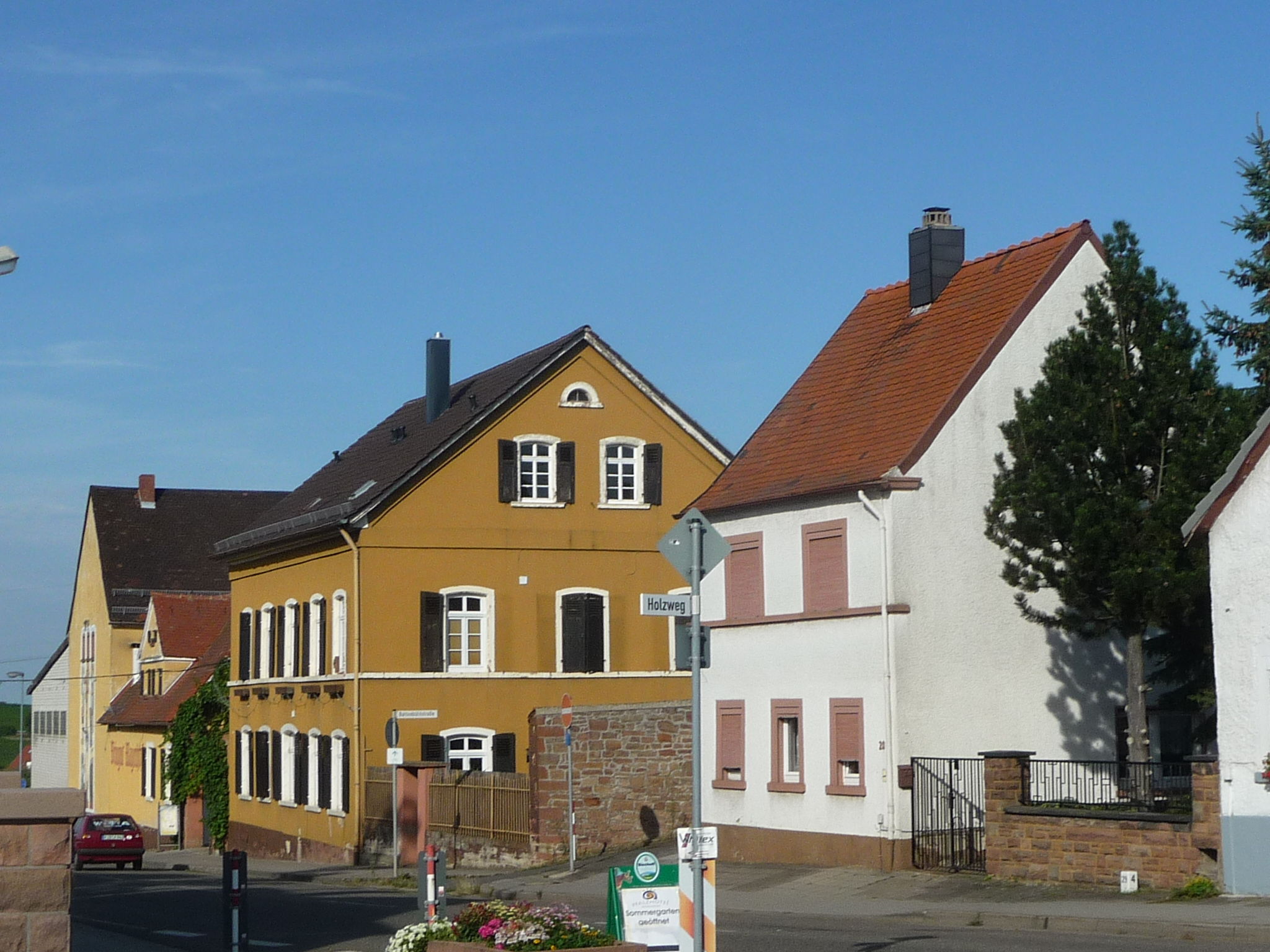
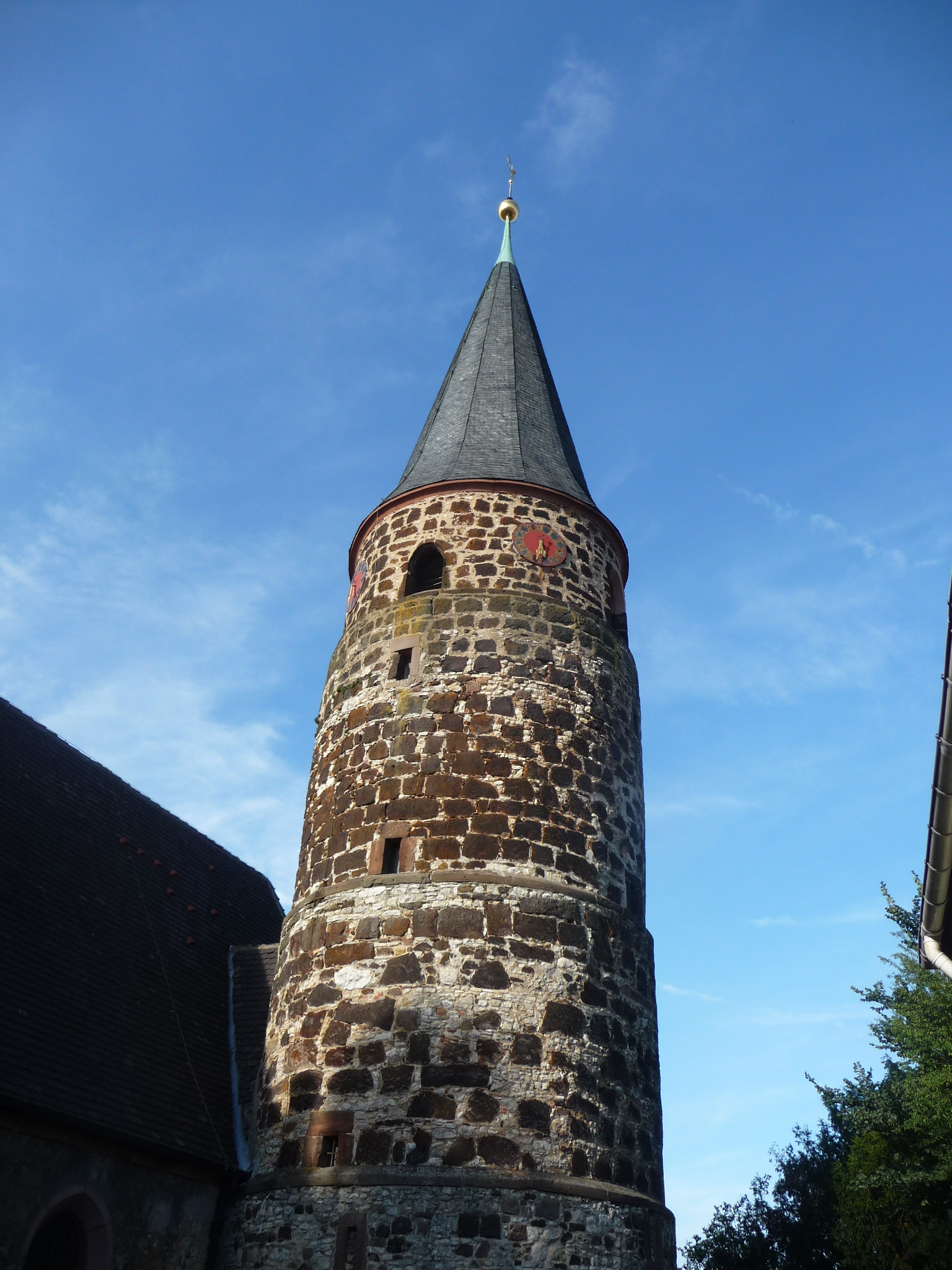
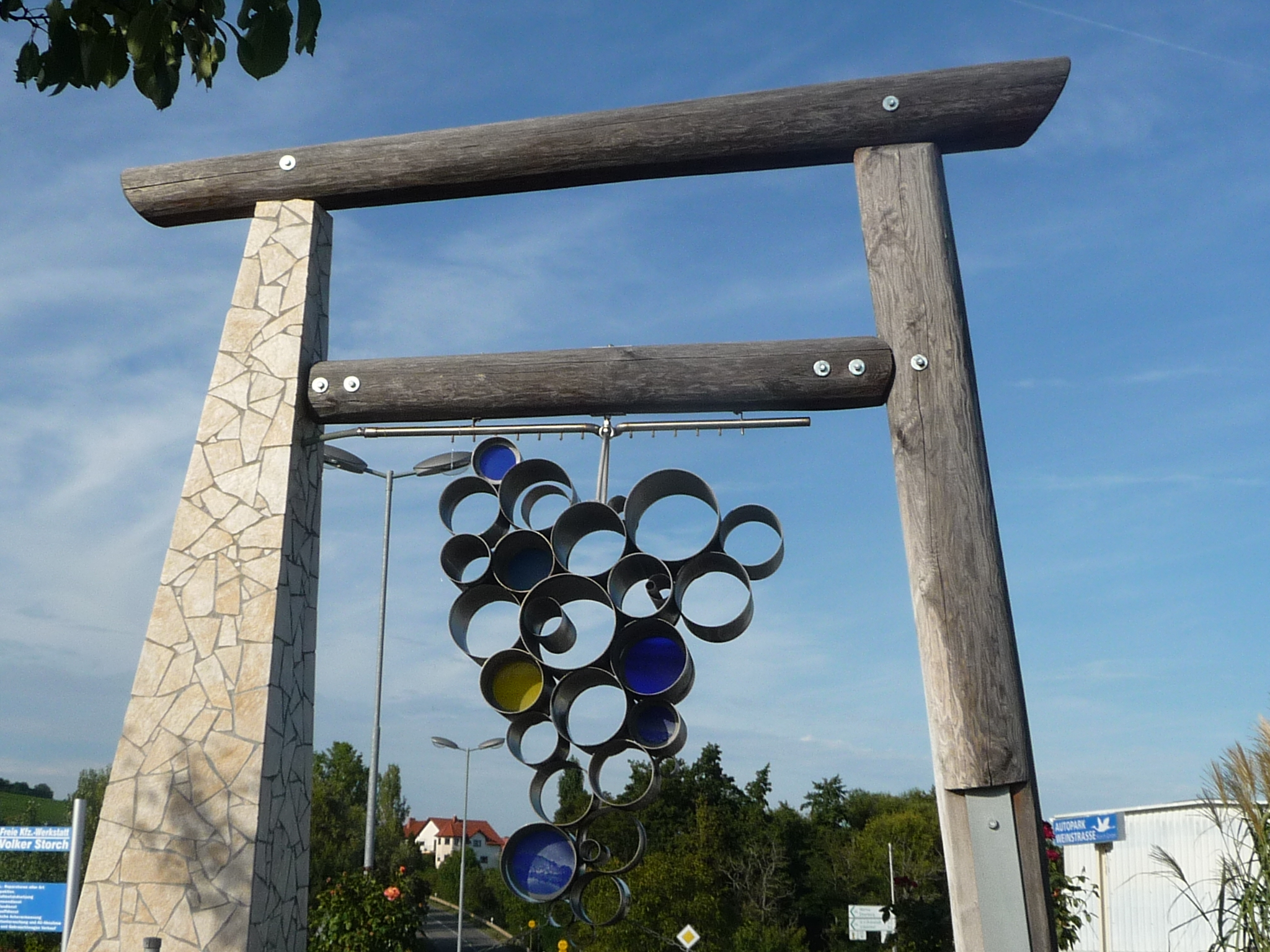